# Pertteli
Pertteli (wym. [ˈpertːeli]) – była gmina we Wschodniej Finlandii. W 2009 roku została połączona z gminą Salo. Językiem urzędowym gminy był fiński